# Eva Axén
Eva Axén (Estocolmo, 12 de diciembre de 1954) es una actriz sueca, reconocida principalmente por su papel como Pat Hingle en la película de terror de Darío Argento, Suspiria (1977).

## Carrera
Axén inició su carrera en los medios italianos participando en diversos comerciales de televisión. Uno de sus primeros papeles ocurrió en el filme Morte a Venezia de 1971, dirigida por Luchino Visconti. Dos años después trabajó nuevamente con el cineasta en Ludwig, en la que interpretó el papel de María. Luego de aparecer en algunas producciones de cine y televisión, en 1977 logró reconocimiento con su papel como Pat Hingle, una joven estudiante de ballet que es brutalmente asesinada por una poderosa bruja en el filme de Darío Argento, Suspiria. A partir de entonces, apareció en algunas películas y series de televisión hasta que su presencia en los medios empezó a escasear en la década de 1980.
Es la madre de la actriz Euridice Axen.

## Filmografía destacada

### Cine y televisión
- 1981 - Il fascino dell'insolito
- 1978 - Noccioline a colazione
- 1978 - La morte al lavoro
- 1978 - Puzzle
- 1977 - Per questa notte
- 1977 - Suspiria
- 1976 - Qui squadra mobile
- 1975 - Orfeo 9
- 1975 - La messe dorée
- 1973 - Ludwig
- 1971 - Addio fratello crudele
- 1971 - Morte a Venezia